# Syren De Mer
Syren De Mer, née le 24 juin 1969 à Bellingham (État de Washington), est une actrice pornographique américaine.
Depuis le début de sa carrière en 2006, elle a tourné dans plus de 650 films. Elle tourne principalement pour les studios Red Light District, Wives Tails et Anarchy Films.

## Biographie
Syren a grandi dans la petite ville de Yakima, Washington. Son premier emploi consistait à travailler comme instructeur de gymnastique. Après avoir obtenu son diplôme d'études secondaires, De Mer a déménagé à Seattle et a fréquenté l'Art Institute of Seattle, où elle a obtenu un diplôme en photographie. À cette époque, Syren a rencontré et épousé l'artiste aux multiples talents André Darque. Après l'université, De Mer a travaillé quelque temps comme mannequin et a participé à des gang bangs dans la communauté échangiste un portfolio à Playboy. Bien qu'elle ait été refusée par Playboy, Seymore Butts a vu les photos de De Mer et lui a demandé de rejoindre son agence. Syren s'est ensuite inscrite auprès de la célèbre agente de l'industrie pour adultes Lisa Ann et a commencé à jouer dans des films hardcore explicites au milieu de la trentaine en 2006.
De Mer a plusieurs tatouages et un piercing au nombril. De plus, Syren est mère de deux enfants et réside à Seattle et à Los Angeles.
En 2009, elle se fait refaire la poitrine pour en augmenter le volume. Elle possède une cicatrice provenant d’un accouchement par césarienne au-dessus du vagin.

## Filmographie sélective
Le nom du film est suivi du nom de ses partenaires lors des scènes pornographiques.
- 2006 : Fuckin MILFs 1
- 2007 : My Favorite MILF
- 2007 : Party Girls
- 2008 : Knock Up My Mommy 2
- 2008 : Interracial MILF Orgy 2
- 2009 : Doing My Step Mom 2
- 2009 : MILF Gape
- 2010 : Purely Anal MILFs 1
- 2010 : Seattle Swinger's Party
- 2011 : Please Make Me Lesbian 1
- 2011 : Mother-Daughter Exchange Club 21 avec Trinity St. Clair
- 2012 : Mother-Daughter Exchange Club 25 avec Kiera Winters
- 2012 : Cheer Squad Sleepovers Episode 1 avec Hayden Hawkens (scène 1) et avec Vanilla DeVille (scène 4)
- 2012 : Cheer Squad Sleepovers Episode 2 avec Abby Darling (scène 2) et avec Georgia Jones (scène 4)
- 2012 : Cheer Squad Sleepovers Episode 3 avec Daisy Layne
- 2012 : Lesbian Seductions: Older/Younger 39 avec Rilee Marks
- 2012 : Lesbian Seductions: Older/Younger 43 avec Odette Delacroix
- 2012 : Road Queen 22 avec Deauxma
- 2013 : Road Queen 26 avec Jenna J Ross
- 2013 : Women Seeking Women 92 avec Cherie DeVille et Jenna J Ross
- 2013 : Mother-Daughter Exchange Club 28 avec Kiera Winters
- 2014 : Mother-Daughter Exchange Club 32 avec Kendall Karson
- 2014 : Lesbian Seductions: Older/Younger 46 avec Bree Daniels (scène 1) et avec Alice March (scène 4)
- 2014 : Women Seeking Women 111 avec Tanya Tate
- 2015 : Women Seeking Women 115 avec Elexis Monroe
- 2015 : Women Seeking Women 117 avec Cherie DeVille
- 2015 : Mother-Daughter Exchange Club 37 avec Scarlet Red
- 2015 : Mother-Daughter Exchange Club 41 avec Jillian Janson
- 2016 : Mother-Daughter Exchange Club 43 avec Kristen Scott
- 2016 : Lesbian Seductions: Older/Younger 56 avec Scarlett Sage
- 2016 : Road Queen 35 avec Deauxma
- 2016 : Mother-Daughter Exchange Club 45 avec Katy Kiss
- 2017 : Cheer Squad Sleepovers 21 avec Summer Day
- 2017 : Mother-Daughter Exchange Club 49 avec Elsa Jean
- 2017 : Lesbian Seductions: Older/Younger 60 avec Jessica Rex
- 2018 : Women Seeking Women 156 avec Jayden Cole
- 2018 : Mother-Daughter Exchange Club 56 avec Vienna Rose
- 2019 : Women Seeking Women 166 avec Bella Rolland